# Drei kleine Biester
Drei kleine Biester (Originaltitel: Three Daring Daughters) ist ein US-amerikanischer Musicalfilm der Metro-Goldwyn-Mayer-Studios, der 1948 unter der Regie von Fred M. Wilcox produziert wurde. Die deutschsprachige Erstaufführung erfolgte fünfzig Jahre nach Entstehung am 25. Februar 1998 im deutschen Fernsehen.

## Handlung
Die wohlhabende und seit langem geschiedene Herausgeberin einer Modezeitschrift Louise Rayton Morgan erleidet einen Schwächeanfall, woraufhin ihr Dr. Cannon einen Erholungsurlaub auf einem Schiff ohne ihre drei Töchter Tess, Alix und Ilka empfiehlt. Morgan kehrt von dieser Kubareise mit einem neuen Ehemann an ihrer Seite zurück, wobei es sich um den berühmten Pianisten José Iturbi handelt. Ihre drei erwachsenen Töchter können diesen als neuen Stiefvater nicht akzeptieren und setzen alles daran, ihre Mutter wieder mit ihren Exmann zusammenzubringen. Letztlich aber akzeptieren die drei Mädchen – nachdem es einige Turbulenzen gab – ihren neuen Stiefvater und freunden sich mit ihm an.

## Kritik
Eine Kritik der New York Times aus dem Jahr 1948 bezeichnete Iturbis Darstellungskünste als schamlose Clownereien, die Handlung wurde als „alberne kleine Geschichte“ (silly little tale), „quälend schematisch“ (schematically disquieting) und „geradezu peinlich in einigen der romantischen Szenen“ (downright embarrassing in some of the stickier scenes) bezeichnet. Gelobt wurden jedoch die zahlreichen musikalischen Sequenzen des Films.

## Produktion
Die Produktionskosten zu dem Film betrugen 2.538.000 US-Dollar; er spielte in den USA 2.659.000 US-Dollar sowie außerhalb der Vereinigten Staaten 1.351.000 US-Dollar ein.
Für MacDonald war dies der erste Film nach fünfjähriger Pause. Ihr viel jüngeres Aussehen wird positiv hervorgehoben.